# Meister der Katharina von Kleve

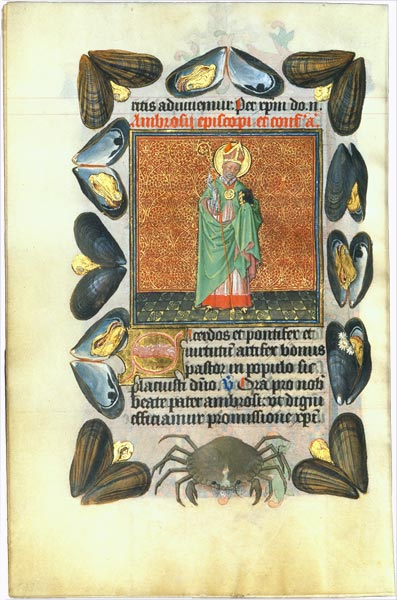
Der Heilige Ambrosius, umgeben von einem Rahmen aus Muscheln. Aus dem Stundenbuch der Katherina von Kleve, ca. 1442/44.

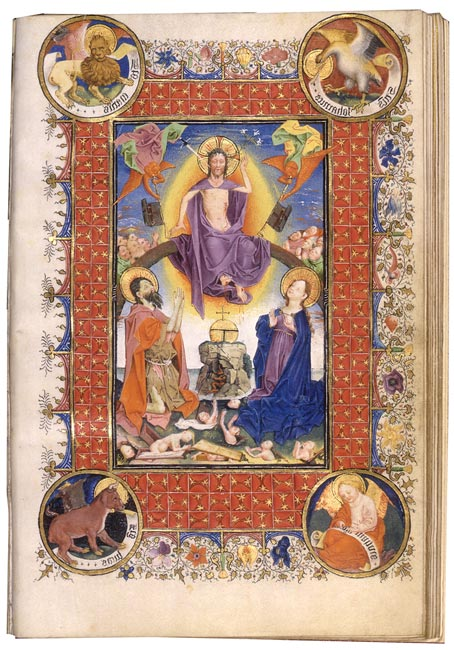
Thronender Christus. Aus dem Stundenbuch der Katherina von Kleve, ca. 1442/44.

Als Meister der Katharina von Kleve (auch Meister der Katharina von Cleve) wird ein ungewöhnlich kreativer und in seiner Zeit hochgeschätzter Buchmaler bezeichnet, der zwischen etwa 1435 und kurz nach 1450 in Utrecht an einer Anzahl illuminierter Manuskripte mitarbeitete. Sein namensgebendes Hauptwerk ist das um 1442/43 oder 1443/44 entstandene Stundenbuch der Katharina von Kleve, das sich heute in New York befindet.

## Kunsthistorische Bedeutung
Der Meister der Katharina von Kleve leitet eine Epoche der niederländischen bzw. holländischen Buchmalerei ein, in der um 1440 aufbauend auf den Errungenschaften der französischen Hofkunst in Paris um 1400 und dem Einfluss vor allem der Kunst des Jan van Eyck ein neuer Stil und eine neue Qualitätshöhe erreicht wird. Er entwickelte – vermutlich zusammen mit einem akademisch ausgebildeten Berater – eine typische eigenständige Bilderzählweise, die mit den zugehörigen Texten korrespondierte.
Das kleinformatige Stundenbuch und seine zur Kontemplation einladenden Bilder können zusammen mit der ansetzenden Gebetsvorstellung der Devotio moderna gesehen werden, in der in den Niederlanden die private Andacht in den Vordergrund kommt. Das Buch der Katharina ist in ähnlicher Weise zu sehen wie das Turin-Mailänder Stundenbuch, das den Gebrüdern van Eyck zugeordnet wird. Deren Einfluss ist auch im Stil der Miniaturen im Stundenbuch der Katharina zu finden. Die Bilder des Meisters der Katharina von Kleve zeigen eine Loslösung von der sonst vor allem in gotischen Tafelbildern seiner Zeit üblichen formelhaften Darstellung religiöser Szenen hin zur freieren Einbettung dieser Szenen in eine gut an der Natur beobachtete zeitgenössische Umgebung.
Vor allem die scheinbar zufällige Einstreuung von detaillierten Bildern kleinerer botanischer und biologischer Elemente wie Blätter und Schalentiere oder Fische, Blumen und Schmetterlinge, Früchte und Gemüse beispielsweise in den Rändern der Bilder machen Natur zu einem für die Zeit ungewöhnlichen religiösen Betrachtungsgegenstand. Darstellungen von kirchlicher, höfischer aber auch ländlicher Umgebung machen sowohl Luxus als auch alltägliches Leben zu einem weiteren Punkt der Kontemplation über das Leben im Diesseits und Jenseits.
Das Werk beeinflusste nach dem Tod des Meisters so bekannte Künstler wie Hieronymus Bosch. Boschs Darstellung einer Höllenszene beispielsweise ist sehr ungewöhnlich und bezieht sich auf die ältere Formulierung des Meisters der Katharina von Kleve, und wenn auch in anderen Stundenbüchern der Zeit Szenen des Letzten Gerichts dargestellt werden, sind dort Höllendarstellungen kaum zu finden.
Nach neueren Beobachtungen ist der Meister wahrscheinlich schon kurz nach 1450 verstorben oder musste seine Arbeit einstellen.

## Werk
Der Meister der Katharina von Kleve hat sich an einer Anzahl von Buchprojekten beteiligt, in denen teilweise nur eine kleine Anzahl von eigenhändigen Arbeiten vorhanden sind.
Für das berühmte private Gebetbuch der Katharina von Kleve hat der Meister in einem geschätzten Zeitraum von etwa zwei Jahren zusammen mit einem Mitarbeiter 157 halb- und ganzseitige Illuminationen mit reich verzierten Rahmen geschaffen. Die Seiten sind ungefähr 192 × 130 mm groß. Das Werk ist eines der bedeutenden Beispiele und nicht nur wegen der großen Anzahl seiner Bilder ein Höhepunkt niederländischer Malkunst des 15. Jahrhunderts. Das Buch, das zwischenzeitlich in zwei separate Bände aufgeteilt wurde, befindet sich seit den 1960er Jahren in seiner Gesamtheit in der Pierpont Morgan Library in New York (ms. 917 mit 63, ms. 945 mit 94 Miniaturen). Die Gebetstexte sind in Lateinischer Sprache mit erläuternden weiteren Texten beispielsweise zu Festtagen von Heiligen. Der Hauptteil der Gebete ist der Jungfrau Maria gewidmet, in deren Anbetung Katharina selbst in einem der Bilder dargestellt ist. Sie ist dort mit dem Wappen ihres Gemahls Arnold von Egmont, Graf von Geldern dargestellt.
Die älteren, zum Teil recht frühen Datierungen um 1430 z. B. von Gorissen wurden inzwischen eher zugunsten einer Datierung um 1440 bzw. zuletzt genauer in die Jahre 1442/43 oder 1443/44 modifiziert.

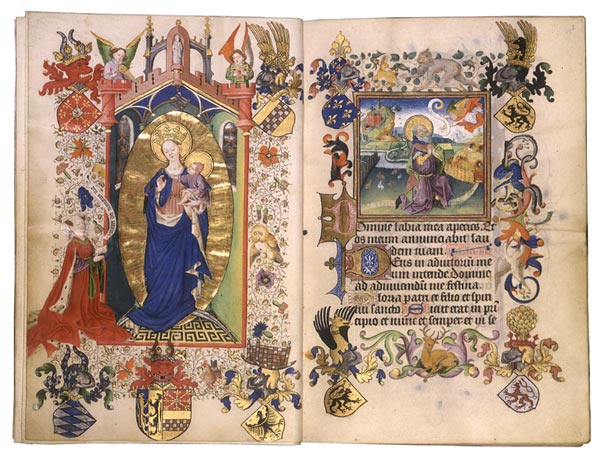
Katherine von Cleve in Anbetung der Madonna mit Kind. Aus dem Stundenbuch der Katherina von Kleve, ca. 1440
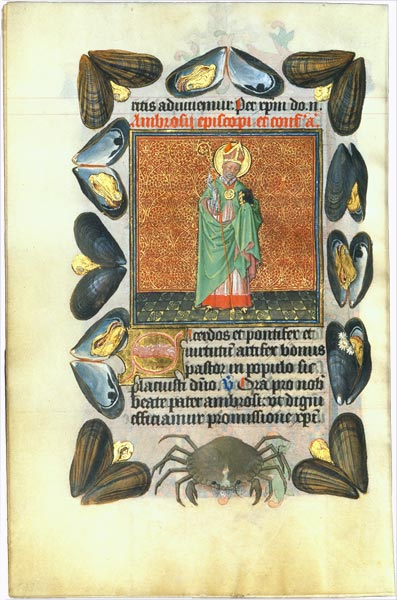
Der Heilige Ambrosius, umgeben von einem Rahmen aus Muscheln
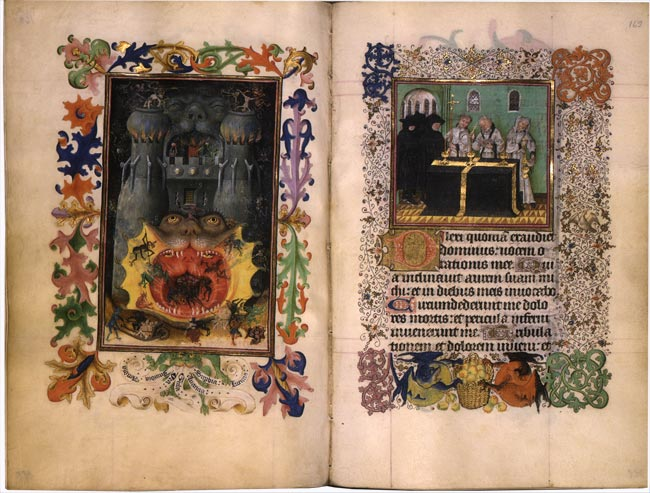
Höllenschlund in einem Bild aus dem Stundenbuch der Stundenbuch der Katherina von Kleve, ca. 1440